# Дім-музей Мажита Гафурі
Меморіальний дім-музей Мажита Гафурі (башк. Мәжит Ғафуриҙың мемориаль йорт-музейы) — музей письменника, народного поета Башкортостану Мажита Гафурі (1890—1934) в Уфі.

## Історія й опис
Меморіальний дім-музей М. Гафурі є одним з перших літературних музеїв в Республіці Башкортостан. Музей був відкритий у січні 1948 р. У цьому будинку Мажит Гафурі прожив із 1923 по 1934 рік. Будівля музею є пам'яткою архітектури XIX століття. Всього в музеї шість залів. У вітальні, спальні і робочому кабінеті — відновлена обстановка квартири поета.
Основна експозиція розповідає про життя і творчість народного поета Башкирії М. Гафурі. Примітно, що в будинку збережені не тільки рукописи і документи, що належали літературному діячеві, а також обстановка, деталі інтер'єру будинку початку XX століття. Це один із перших літературних музеїв Росії, організованих після Жовтневої революції. У фондах музею зберігаються меморіальні речі, рукописи, що належали Мажиту Гафурі.
Три з шести залів музею (його заснували у 1948 році, через 14 років після смерті Гафурі) в точності відтворюють інтер'єр кімнат, у яких жив Габдельмажит Нурганієвич зі своєю сім'єю з 1923 по 1934 рік. Інші три містять експозицію про життя і творчість поета у всіх її подробицях.
Меморіальний дім-музей М. Гафурі — філія Національного літературного музею Республіки Башкортостан.
У роки Другої світової війни у цьому будинку містилася редакція української газети «Культура і життя».

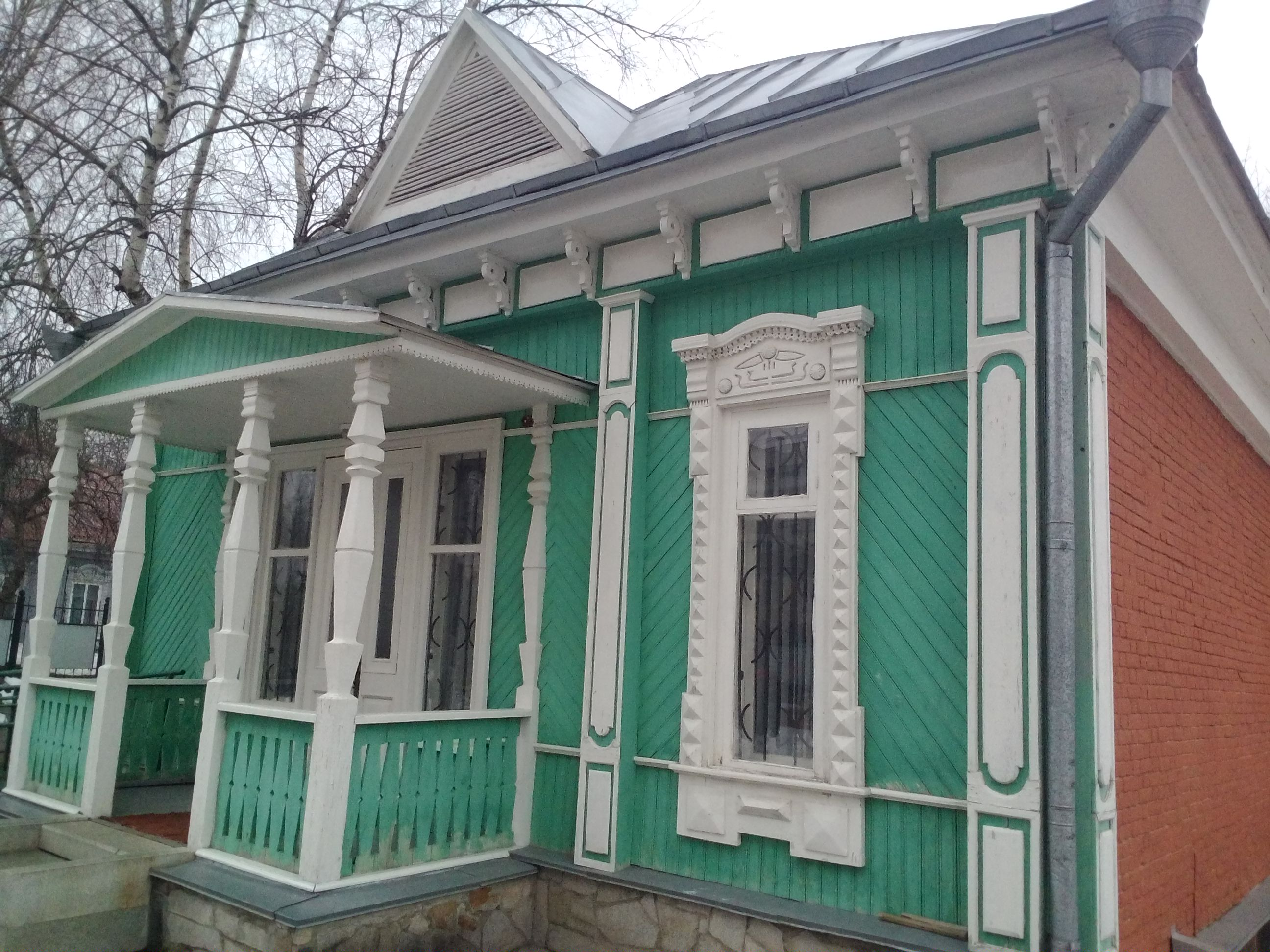
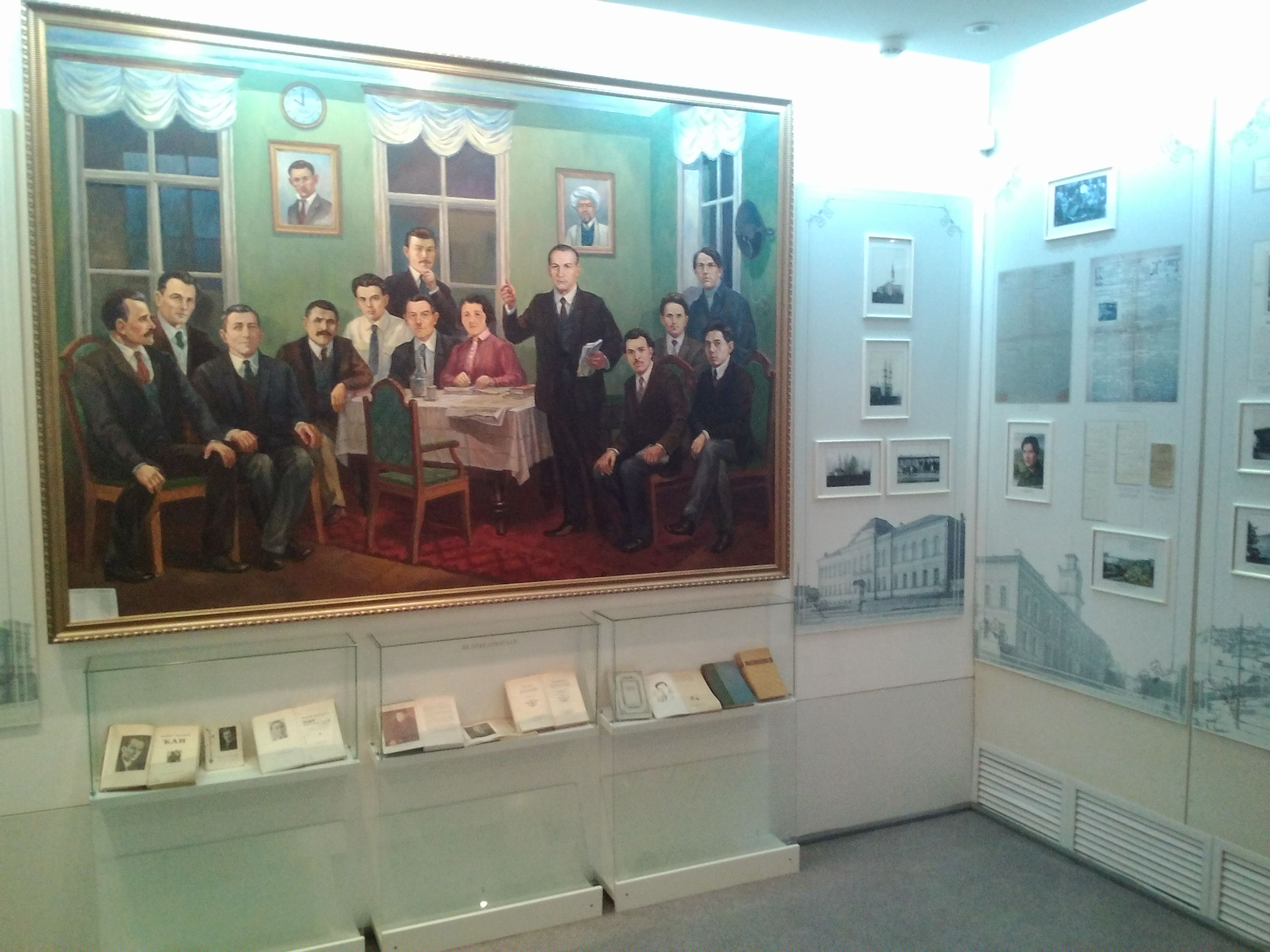
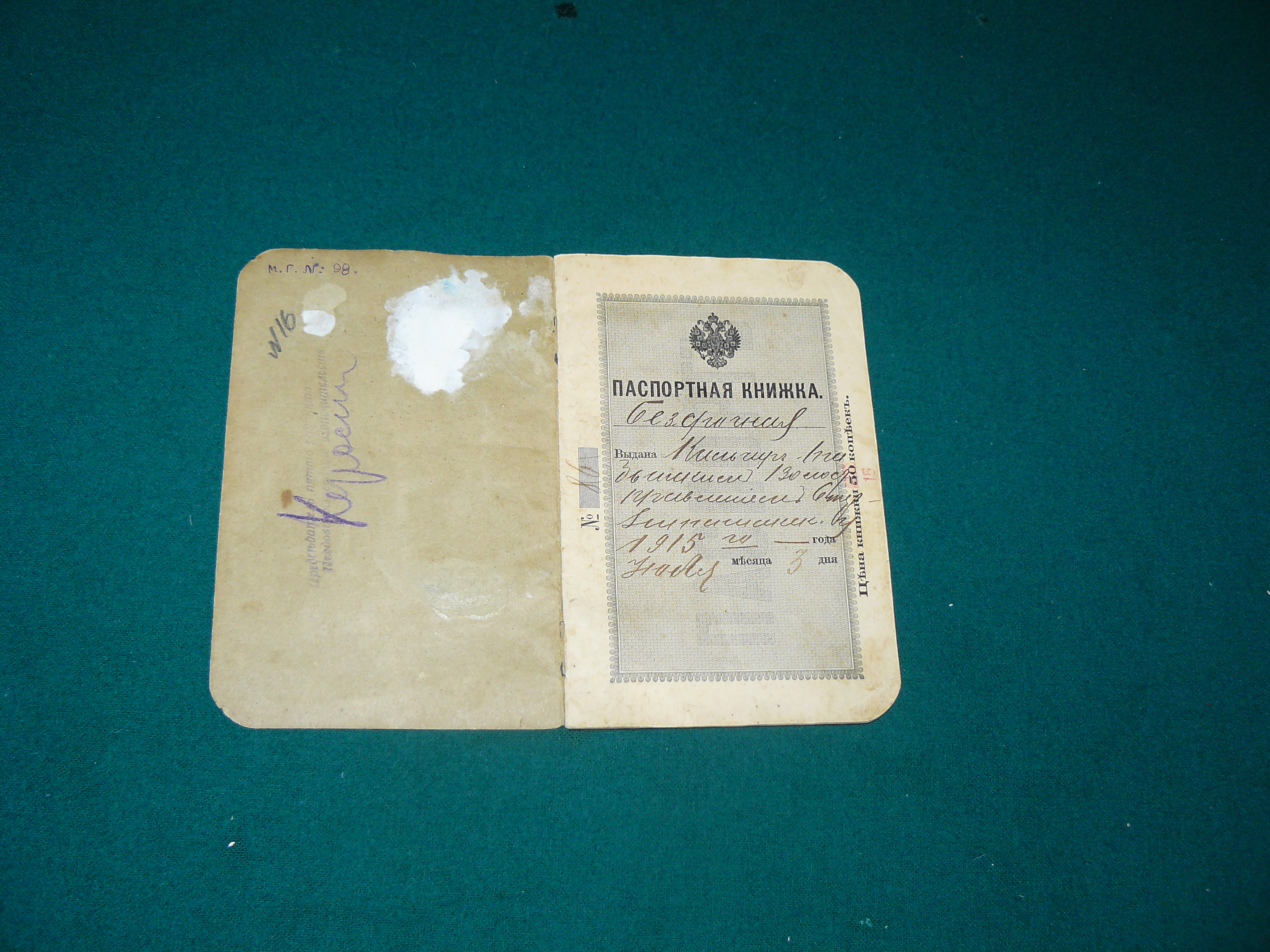
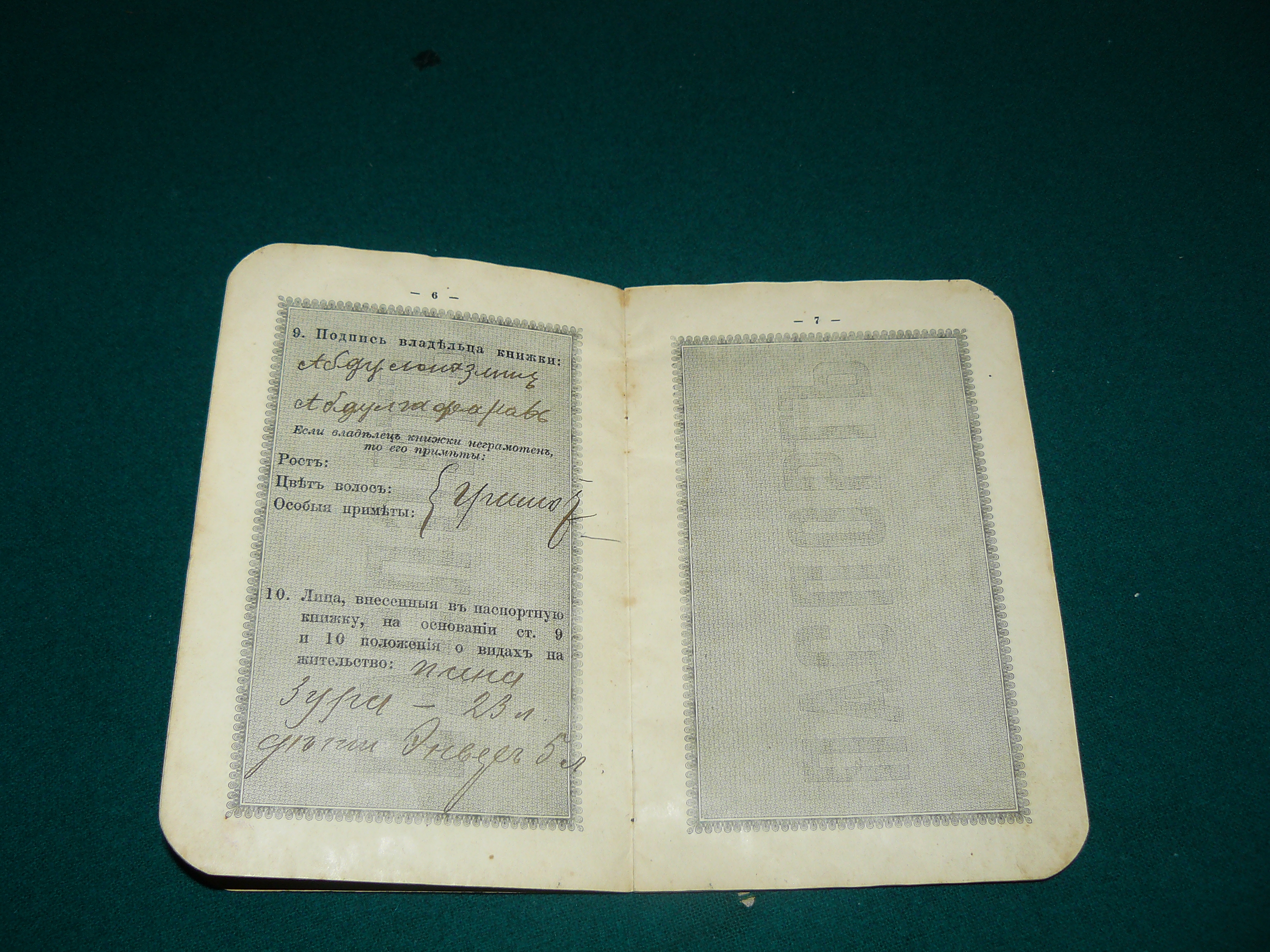
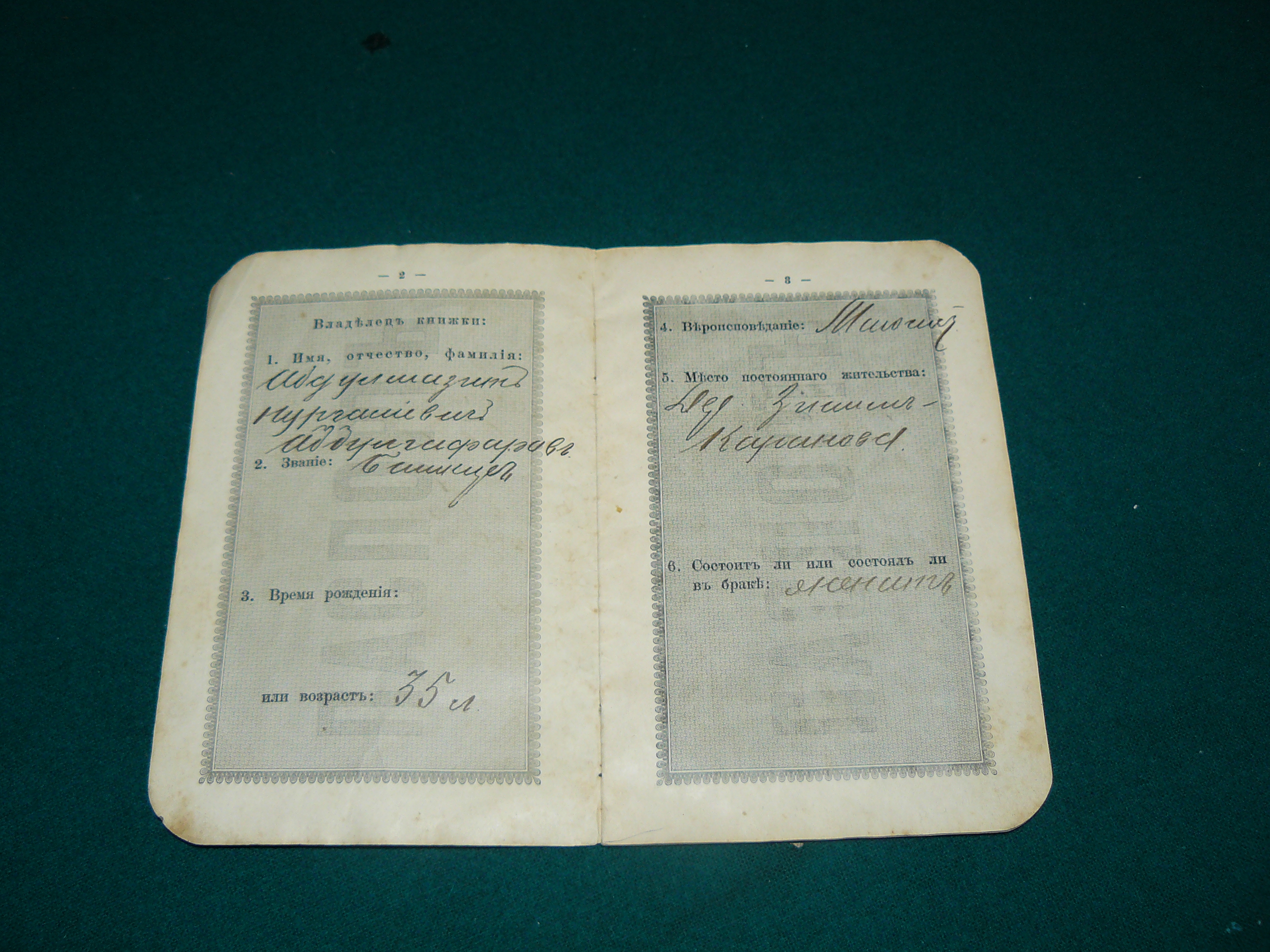
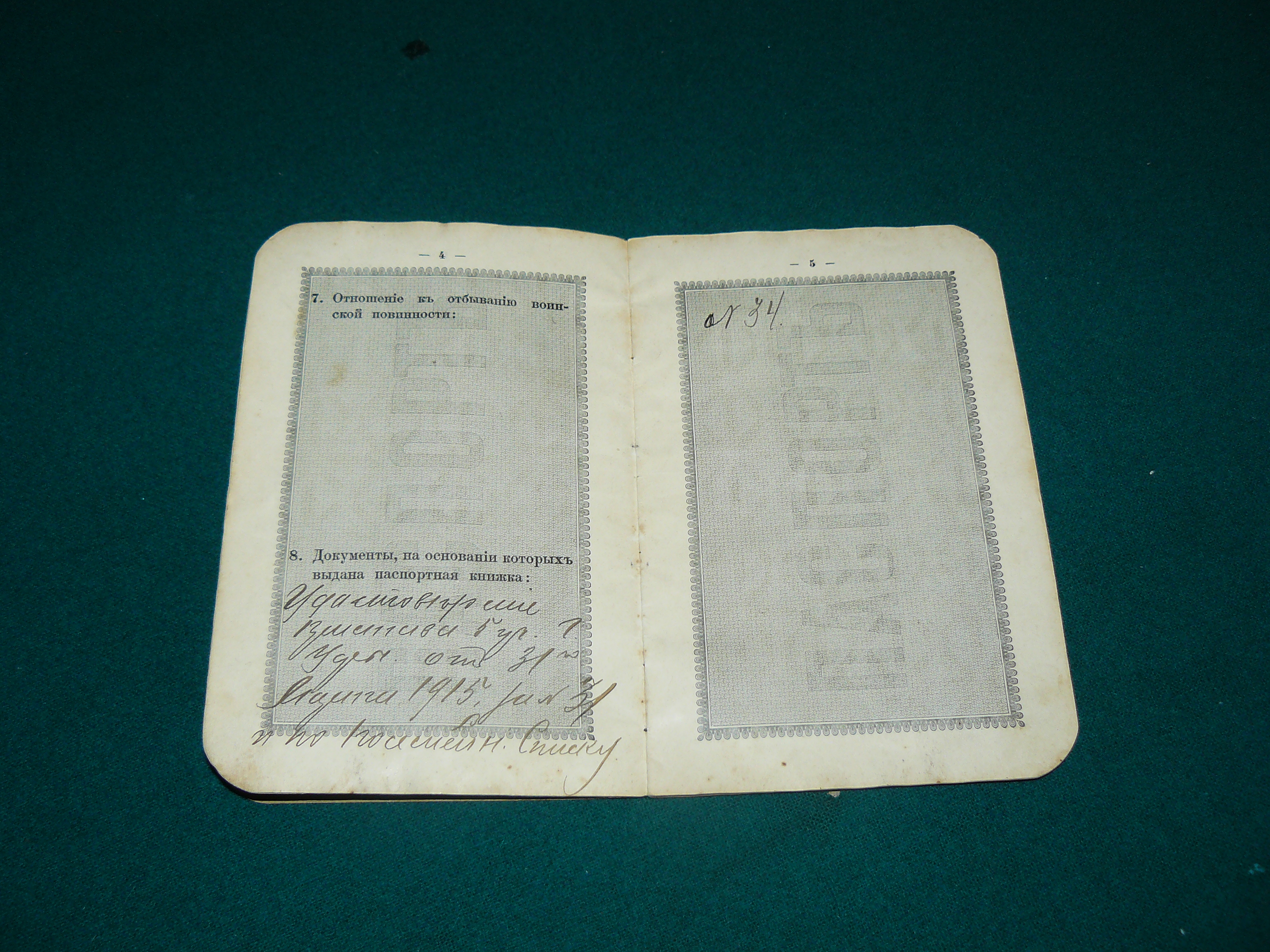
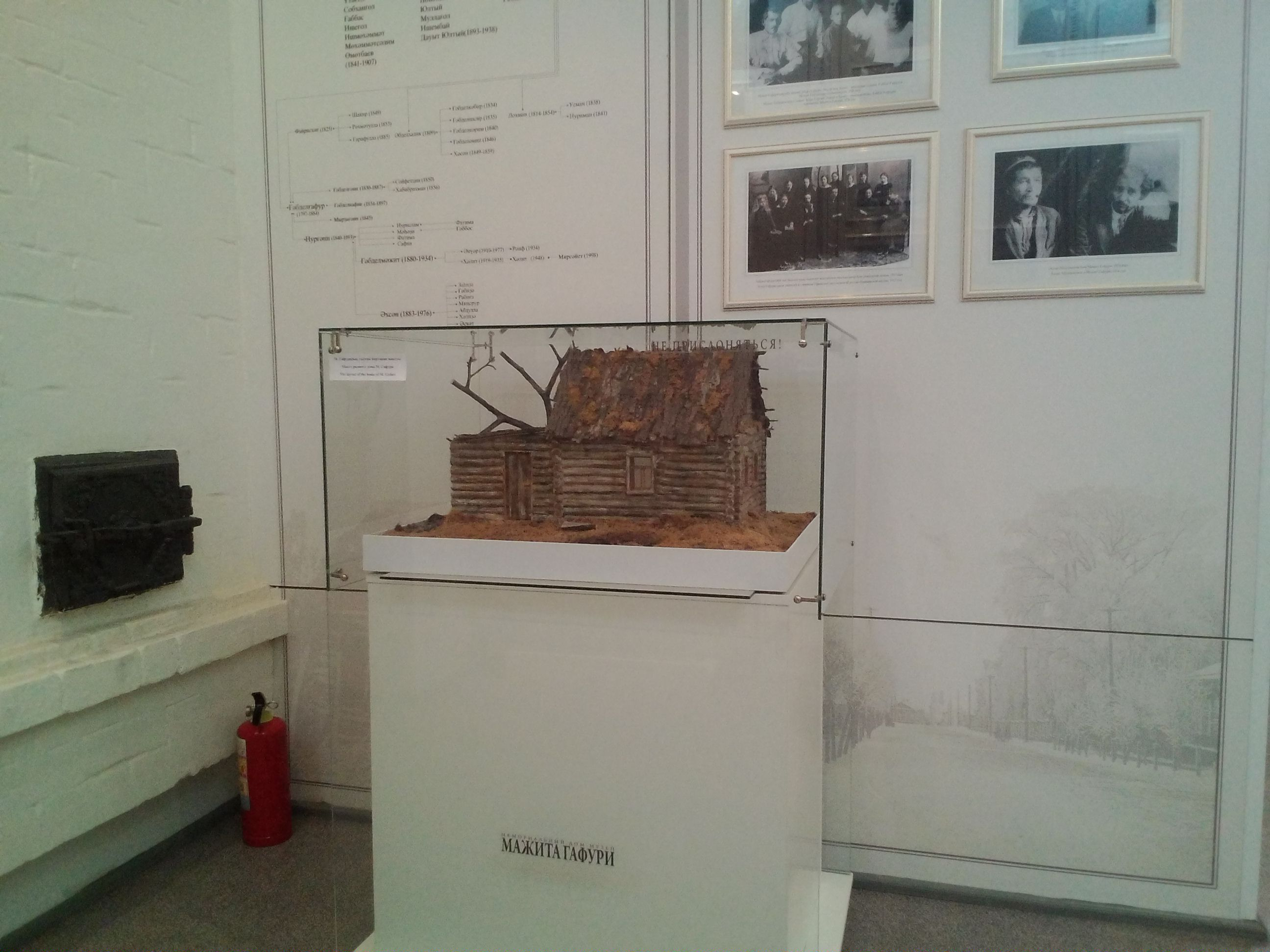
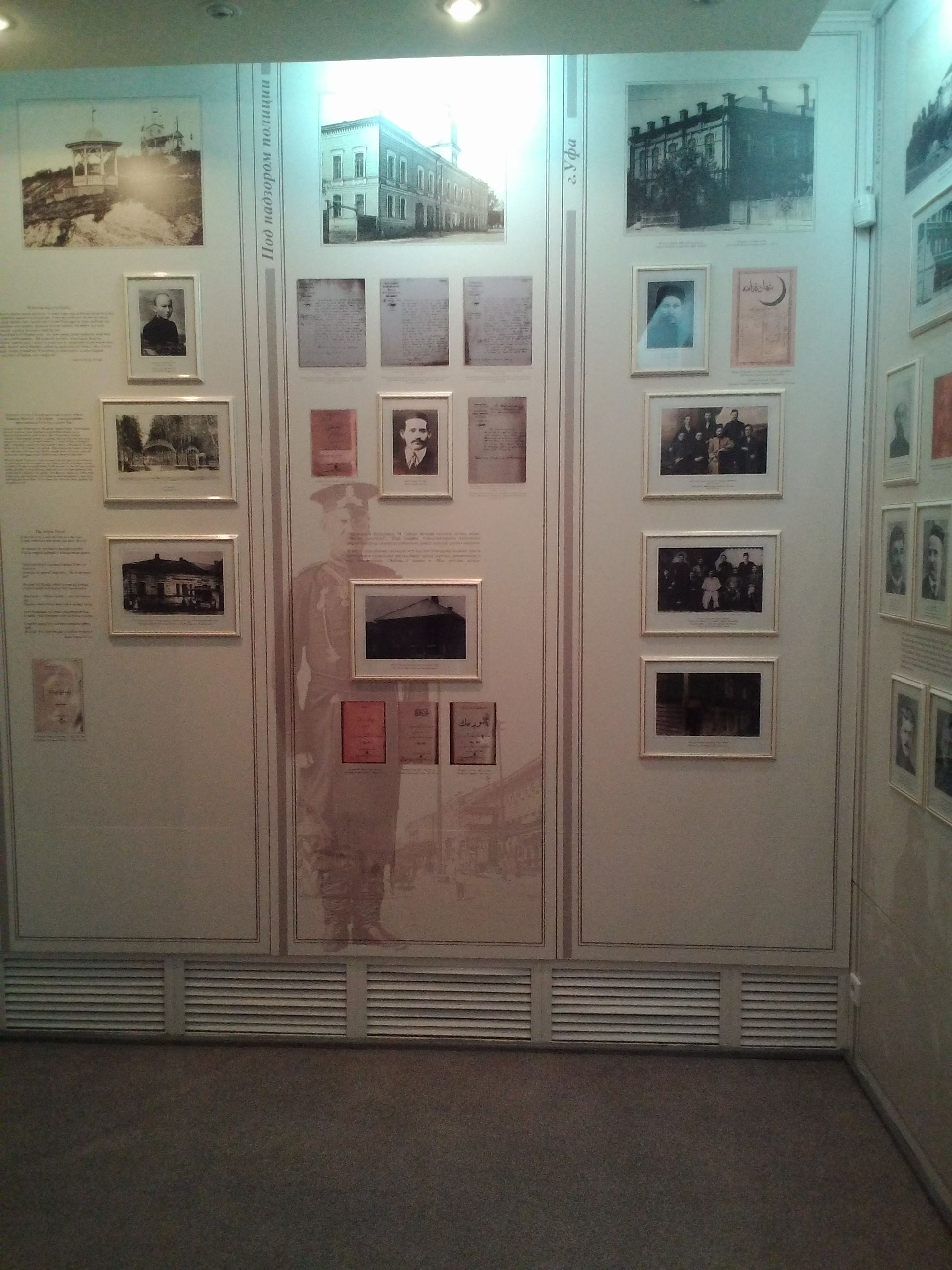
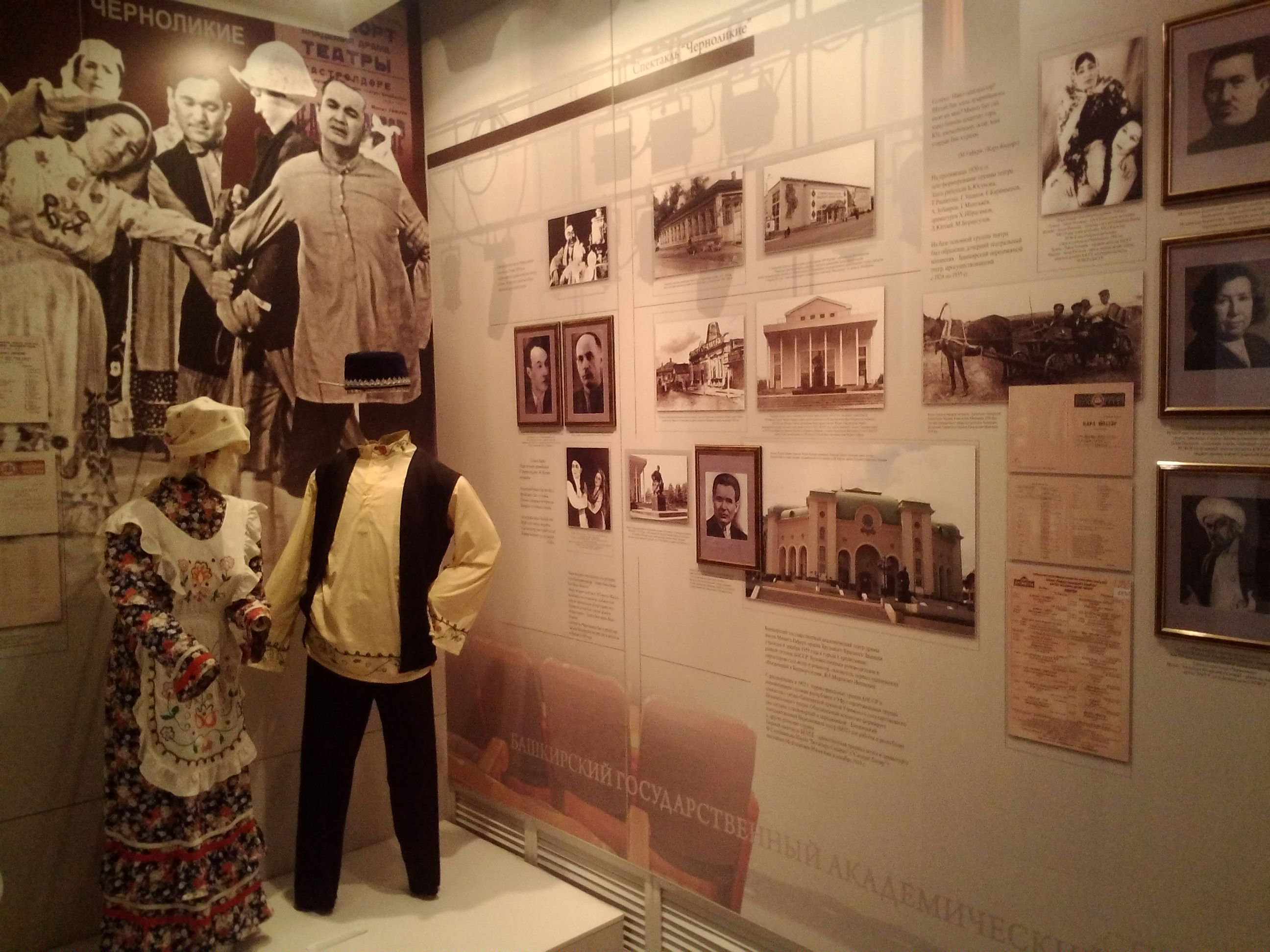
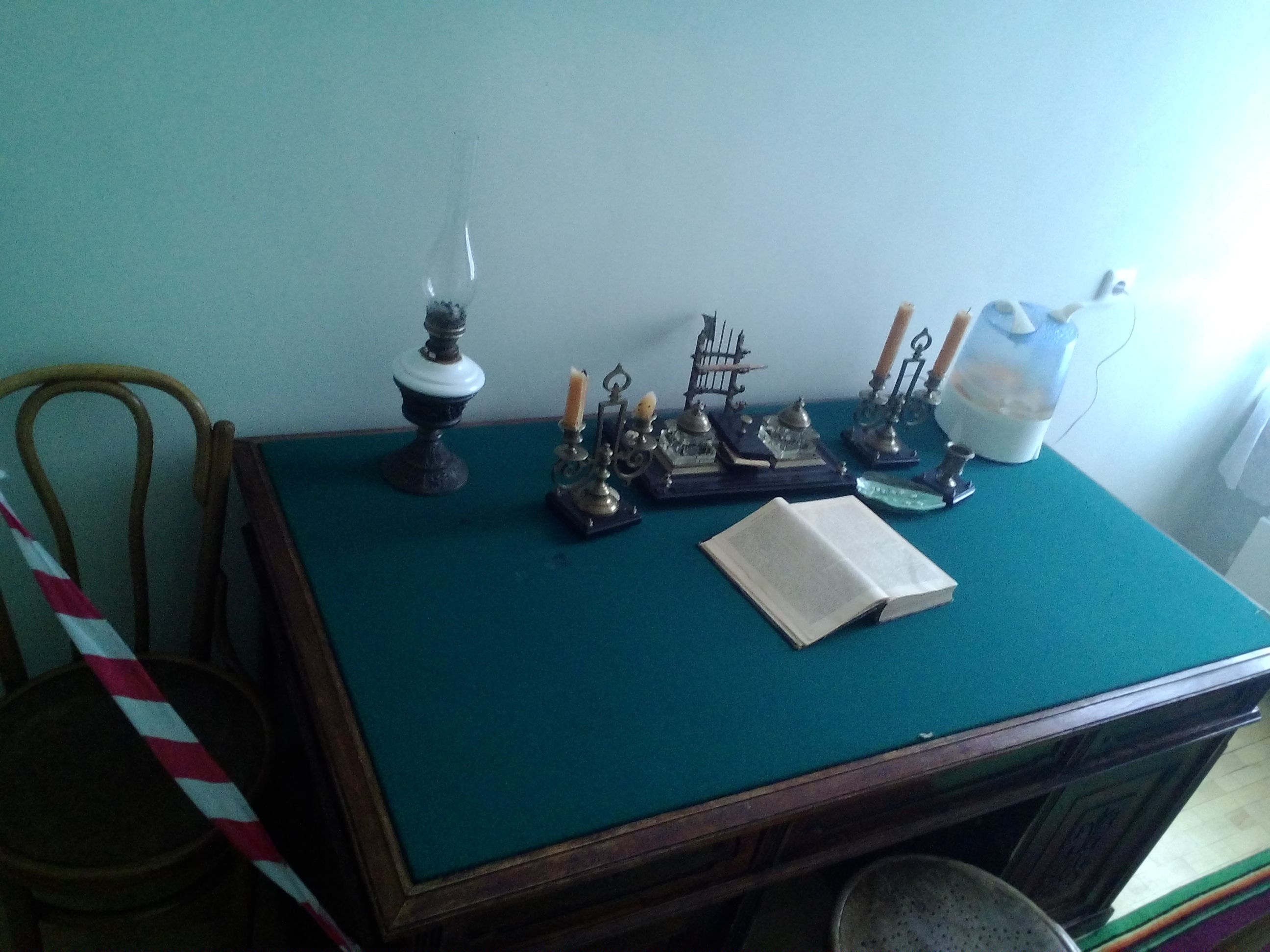
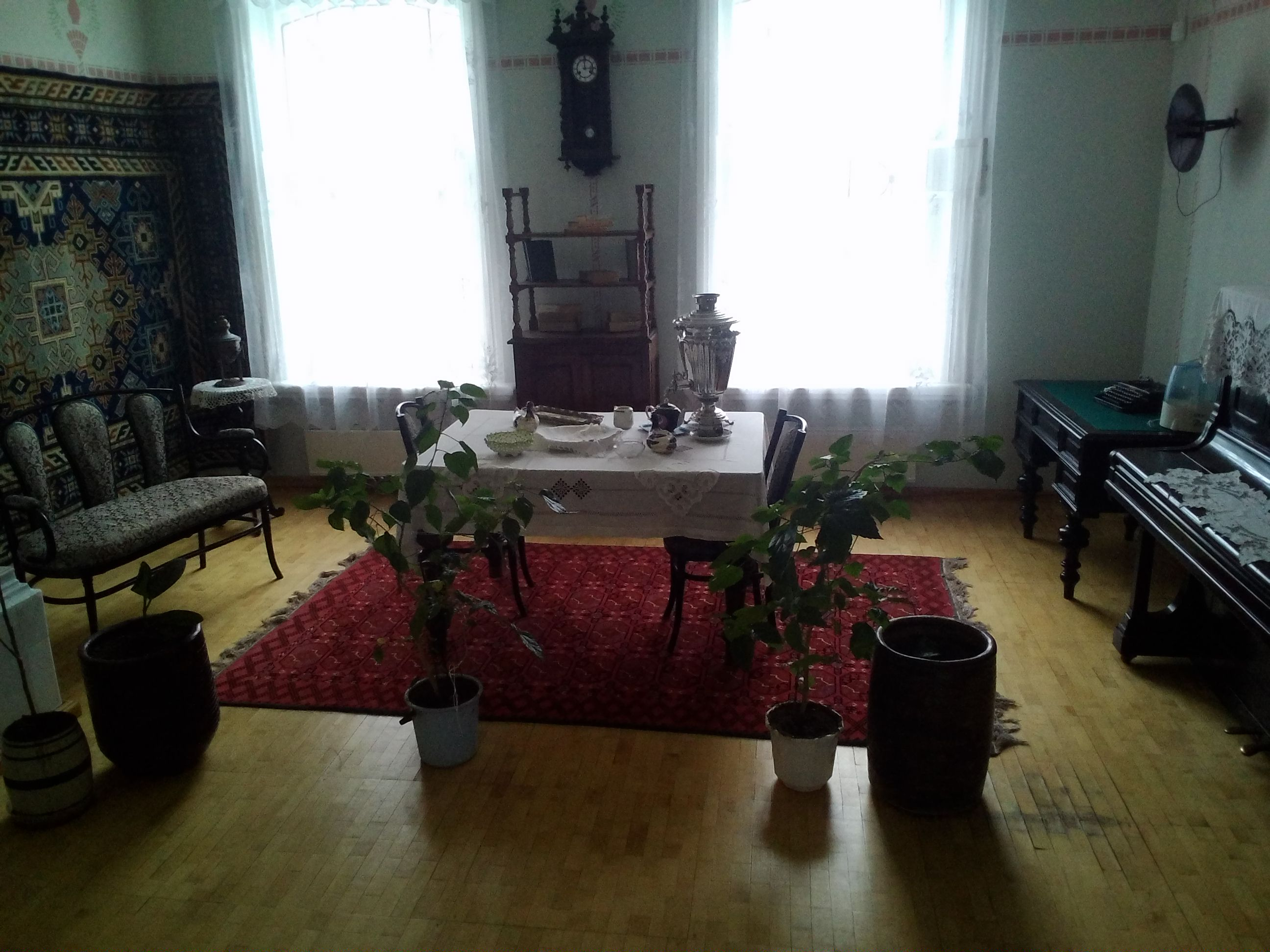
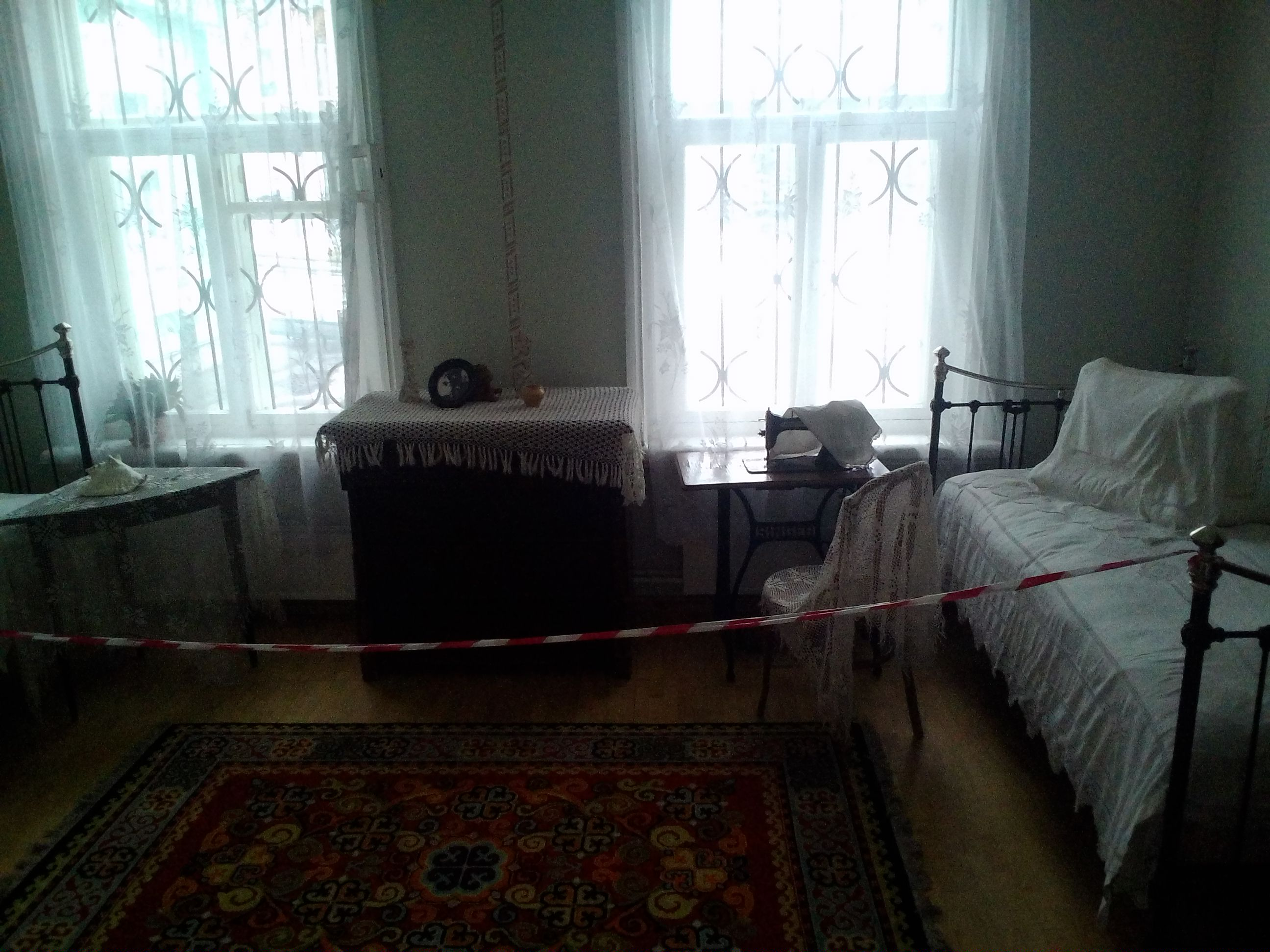
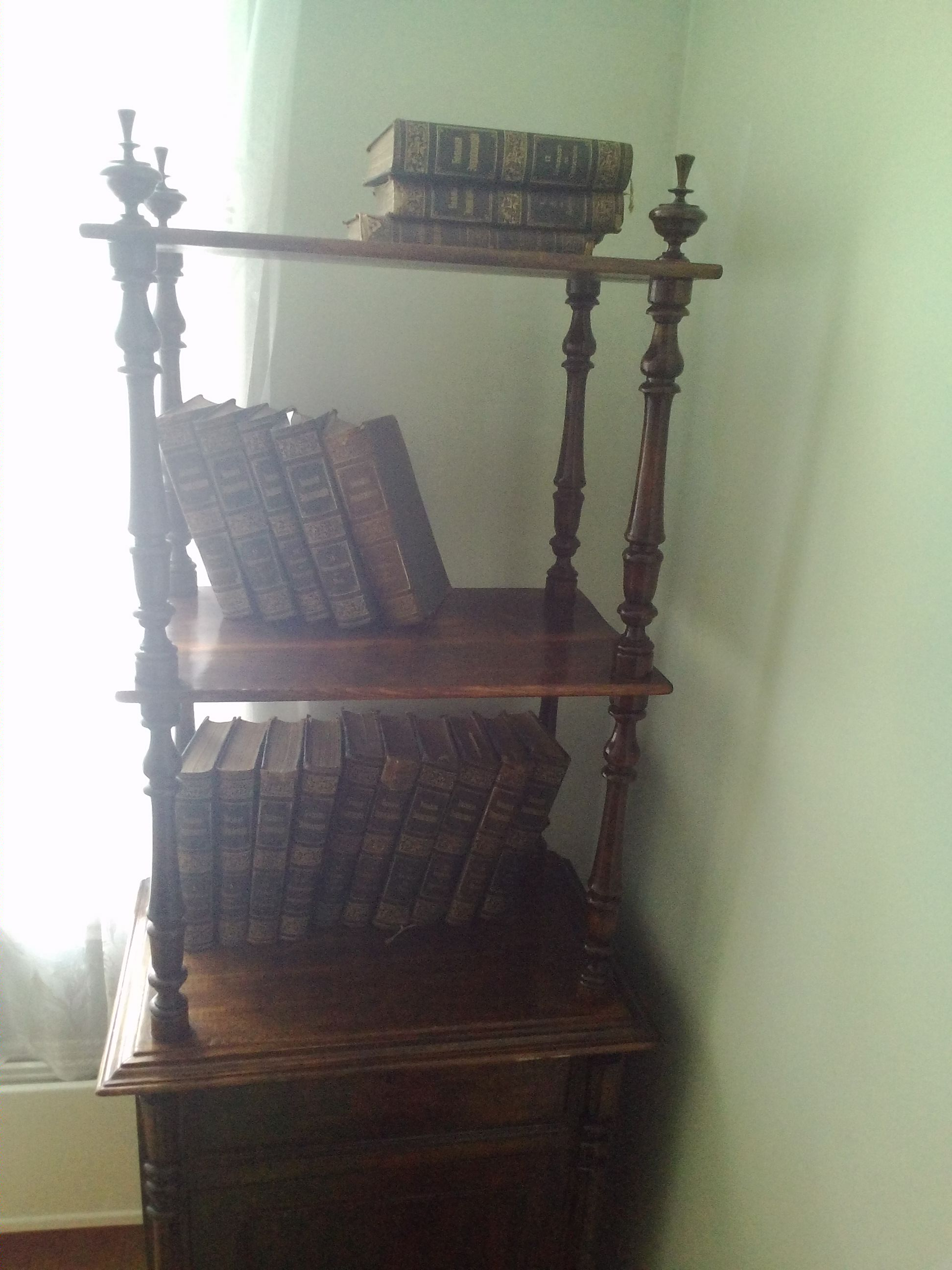